# Кулаков, Владимир Иванович (археолог)
Владимир Иванович Кулако́в (род. 3 июля 1948, Москва) — русский историк; археолог, исследователь древностей Западной и Центральной Европы от неолита до XIV века. C 1969 года сотрудник Института археологии РАН (ИА РАН); публицист: общая библиография содержит свыше 500 различных публикаций, в т.ч. 30 монографий в России, Англии, Германии, Польше, Литве и др. странах. Педагог Института практического востоковедения, профессор Калининградского института туризма. С 1974 года руководитель Балтийской экспедиции ИА РАН. Имеет награды , доктор исторических наук (1994), член Российского геральдического общества, член-корреспондент Немецкого археологического института (Берлин).

## Биография
Родился в Москве, в семье военного. Из воспоминаний:

«Детство прошло в Замоскворечье, жили на улице Малая Серпуховская (ныне — Люсиновская). Район уже в 1950-х годах был весьма оживлённый из-за соседства завода Михельсона (ныне — Московский электромеханический завод имени Владимира Ильича). Чему хорошо научили в школе № 553, так это немецкому языку (преподавала бывшая переводчица при СМЕРШ'е), что помогло в дальнейшем при работе с архивными материалами по прусской археологии»

Окончил исторический факультет МГУ по кафедре археологии в 1973 году. Ученик Б. А.Рыбакова и А. В. Кузы. Защитил в 1982 году кандидатскую диссертацию по теме «Древности пруссов VI-XIII вв.» (научный руководитель В. В. Седов) и в 1994 году докторскую по теме «Пруссы в эпоху раннего средневековья», изданную как монографию «Пруссы V-XIII вв.».
Работал в Центральном музее Вооружённых сил СССР (1966—1967), в Центральных научно-реставрационных мастерских им. А. Рублёва (1968-1969), затем с 1971 года в Институте археологии АН СССР начиная с лаборанта, старшего лаборанта, затем с младшего до ведущего научного сотрудника (с 1996 года по настоящее время) Отдела археологии эпохи великого переселения народов и раннего средневековья.
Преподавал в Институте практического востоковедения (1995-2002 гг.). С 2004 по 2012 год — профессор кафедры гуманитарных дисциплин Калининградского института туризма (Институт туризма Российской международной академии туризма), в 2013-2016 гг. — профессор-консультант Института рекреации и туризма Балтийского федерального университета им. И. Канта.
Работает в экспедициях с 1964 года в центральных регионах России, в Калининградской области. В 1971-1973 гг. — начальник Брянского отряда, затем в 1974-1976 гг. — начальник Балтийского отряда и с 1977 года по настоящее время – начальник Балтийской экспедиции ИА РАН, которая обследовала почти 400 памятников археологии различных эпох. Стационарные раскопки проведены на 20 памятниках:
- 1977—1986 — могильник Ирзекапинис[7];
- 1985—1994 — могильник Хюненберг (с нем. Hünenberg — «Гора Великанов»[1])[8];
- 1992—2002 — могильник Доллькайм-Коврово[9];
- 2000— по наст. вр. — могильник и поселение Кауп[10].

Полевые исследования легли в основу многочисленных докладов профессора на международных научных конференциях и в организациях различного уровня, выступлениях в прессе, по телевидению и радио. Учёный руководит раскопками на месте руин Королевского замка Кёнигсберг и является соинициатором создания экспозиции Калининградского областного историко-художественного музея.
Большое место в работах В. И. Кулакова уделяется изучению начального этапа знаковых систем Европы и также геральдики России. Главные темы научных публикаций — до- и протоистория юго-восточной Балтии, археология и история Балтии раннего железного века и эпохи средневековья.
Ведущий авторского цикла передач «Древности земли пруссов» на Калининградском телевидении.

### Семья

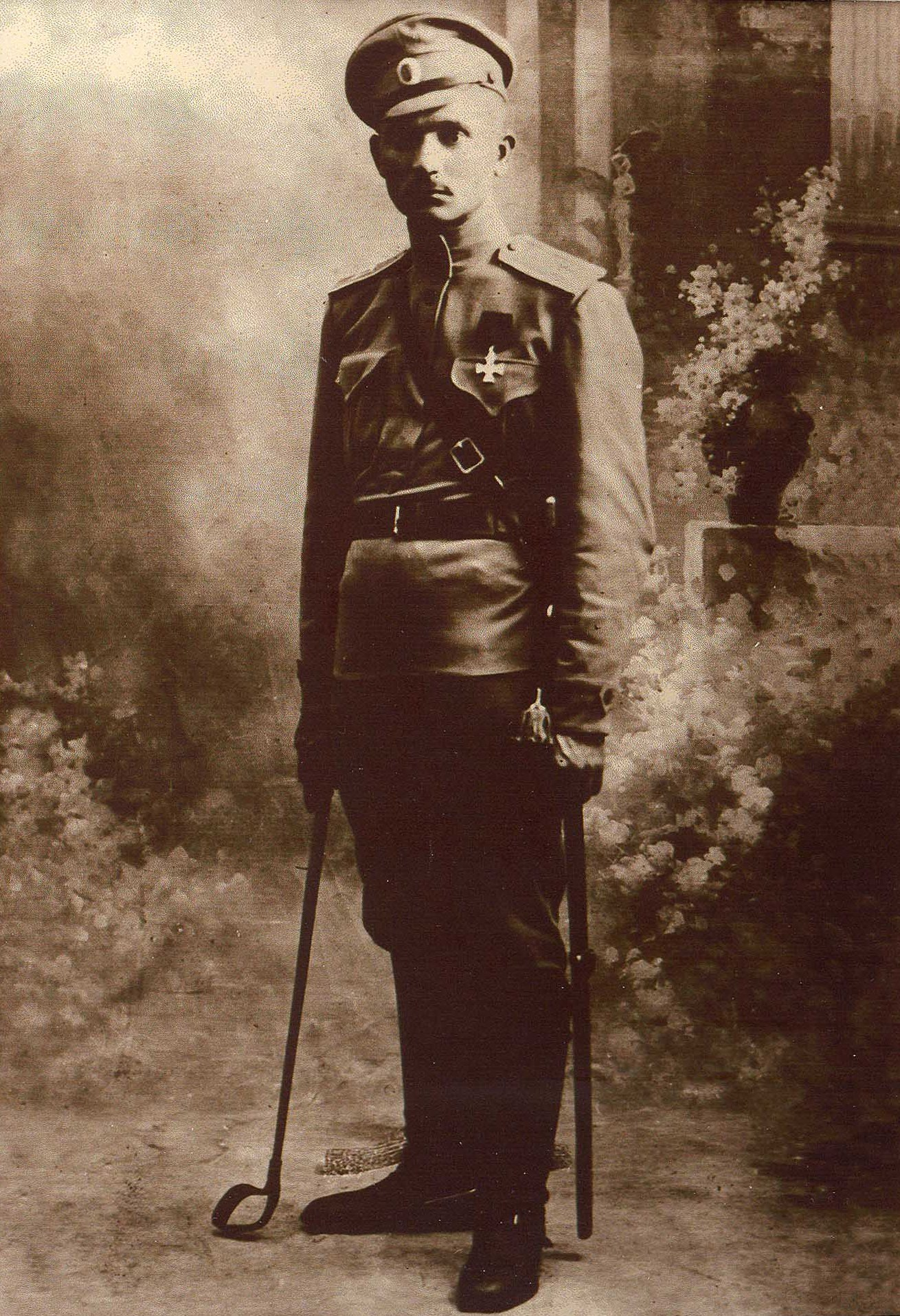
Кулаков Пётр Никифорович, 15 августа 1917 г. Румынский фронт

Отец: Иван Петрович Кулаков  (9 октября 1916 года, дер. Потросово Козельского уезда Калужской губернии — 17 января 2002 года, Москва). Член ВКП(б) с 1940 года. В Красной армии с 1937 по 1939 гг. и с 1941 г., участник Великой Отечественной войны с августа 1941 года, старший инструктор политотдела армии в том числе Восточно-Прусской операции. Тяжело ранен в августе 1941 года.
Звание:
- полковник Советской Армии (пехота, штаб 2-й гвардейской армии[15]).

Награды:
- Медаль «За отвагу» (награждение июль 1943 г.)[16]
- Медаль «За боевые заслуги» (награждение 02.10.1943)[19]
- Медаль «За оборону Сталинграда»[18]
- Орден Красной Звезды (дата подвига: 01.03.1944-31.05.1944, награждение 03.06.1944)[18][20]
- Орден Отечественной войны II степени (награждение 12.05.1945)[16][21]
- Орден Отечественной войны I степени (награждение 06.04.1985)[22]

Отец Ивана Петровича — Петр Никифорович Кулаков (род. ок. 1890 г. в Козельском уезде Калужской губернии — ум. в 1941 г.) служил младшим вахмистром в 17-м Томашевском конном полку Пограничной Стражи, который в годы I Мировой войны дислоцировался преимущественно на Румынском фронте, а летом 1917 года стал ударным подразделением, так называемом «полком смерти». Был награжден 1 сентября 1915 года от Имени Государя Императора, флигель-адъютантом полковником Мордвиновым за отличие в боях Георгиевским крестом 4-й степени (дата вручения награды: 01.09.1915, №428201).
Мать: Татьяна Тимофеевна Кулакова (25 января 1919 года, дер. Малокосая Ефремовского уезда Тульской губернии — 19 октября 1988 года, Москва), с 1947 года не работала.
Дети: Димитрий,  Георгий.

## Награды и звания
Научные достижения В. И. Кулакова отмечены рядом наград:
- Член-корреспондент Германского археологического института  (2007, за научные достижения в изучении археологии Европы).
- Почетная грамота Президиума РАН (2003).
- Медаль «За заслуги перед Калининградской областью» (№ 384, 2013).

Также является членом Российского геральдического общества.

## Монографии
- Декоративное искусство Янтарного края. Орнамент фибул V-VII вв. — Saarbrücken, 2011. — c. 1—150.
- Доллькайм-Коврово. Исследования 1979 г. — Минск, 2004. — 7,8 п/л.
- Доллькайм-Коврово. Исследования 1992—2002 гг. — Минск, 2007. — С. 1-335.
- Дорогами Ульмеригии. — Калининград, 2000. — C. 1—281.
- Древности пруссов VI-XIII вв. САИ. Вып. Г 1—9. М., 1990. 21 п/л.
- Забытая история пруссов. Калининград, 1992. 2,1 п/л.
- История Замка Кёнигсберг. — Калининград: «Живём», 2008. — 128 с. — 5000 экз. — ISBN 978-5-903400-03-4.
- История Музея «Пруссия». — Калининград: Калининградский ПЕН-Центр, Информационно-издательский отдел КИТ-филиала РМАТ, 2011. — ISBN 978-5-904895-15-9.
- История Пруссии до 1283 г. — М., 2003. — 27,0 п.л. — ISBN 5-85759-231-3.
- История стран Балтийского региона. — Калининград, 2006. — с. 1—107.
- Каталог археологических объектов и предметов, расположенных на территории Калининградской области, прилегающей к Куршскому и Вислинскому заливам. — Калининград, 2009, ООО «Терра Балтика». — С. 1—60. — (в соавторстве с Е. А. Костык).
- Народы Юго-Восточной Балтии в эпоху викингов. — Калининград: БФУ им. И. Канта. — 95 с. — (в соавторстве с  А. И. Либенштейн, Р. А. Широухов, А. Арбашаускайите, А. В. Белова, Е. Г. Кропинова,  К. А. Кропинова, И. В. Полёткина).
- Неманский янтарный путь в эпоху викингов / рецензенты: к.и.н. С. Д. Захаров , к.и.н. Н. В. Лопатин. — Калининград: Министерство культуры Калининградской области, ГБУК «Калининградский областной музей янтаря», 2012. — 224 с. — 500 экз. — ISBN 978-5-903920-17-4.
- Остров Розиттен: история заселения, Калининград-Кёнигсберг, 2001. — С. 1—48. — (в соавторстве с Г.Н. Тепляковым и Г. С. Пузаковой).
- От Восточной Пруссии до Калининградской области. Исторический путеводитель, Калининград, 2002. — C. 1—287.
- Отчёт о раскопках, проведённых БФУ им. И. Канта в 2013 г. на территории курганного могильника Моховое в восточной части лесного урочища Кауп (Kl. Kaup), г. Зеленоградск Калининградской обл. — Калининград: БФУ им. И. Канта. — 34 с. — (в соавторстве с А. В. Чоп , Р. В. Гулюк)
- Памятники археологии // Каталог объектов культурного наследия Калининградской области. — Т. IV. — Памятники археологии. Памятники искусства, М., 2005. — С. 5—98.
- Провинциально-римские и германские фибулы I в. до н.э. – IV в. н.э. в материальной культуре населения Янтарного берега. — Калининград: Информационно-издательский отдел КИТ-филиала РМАТ. — 8 п/л.
- Пруссы (5—13 вв.). — М., 1994. — C. 1—208.
- Пруссы эпохи викингов. Жизнь и быт общины Каупа. — М.: «Книжный мир», 2016. — 352 с. — ISBN 978-5-8041-0846-6.
- Раскопки Лёбенихта в 1999 г. Кёнигсберг под Калининградом. — Калининград, 2005. — 22 п.л.
- Реконструкция убора обитателей Янтарного берега в I-V вв. н.э. — Киев: ФОП «Видавець Олег Філюк», 2013. — 8 п/л.
- Русский солдат на дорогах Пруссии. — Калининград-Гвардейск, 2014. — 8 п.л. — (в соавторстве с Р. Д. Калинцевой, С. А. Коваль, А. М. Мичеевой, А. С. Новиковым, К. А. Пахалюк и В. А. Шаховым).
- Кулаков В. И. Сокровища Янтарного края. Показатели инокультурных влияний на древности Самбии и Натангии в I-IV вв. н.э. / рецензенты: к.и.н. В. Е. Родинкова, к.и.н. И. В. Исланова, научный редактор д.и.н. А. М. Обломский. — Калининград: «Калининградская книга», Институт археологии РАН, 2016. — 362 с. — 500 экз. — ISBN 978-5-9907742-7-8.
- Традиции народов, населявших и населяющих территории, прилегающие к Куршскому и Вислинскому (Калининградскому) заливам. — Калининград: БФУ им. И. Канта, 2015. — 106 с. — (в соавторстве с  А. И. Либенштейн, Р. А. Широухов, Р. Домжал, А. Гершевски, А. Добросельска, П. Китовски, Д. Сокал,  А. Гирштофт,  А. Арбашаускайите, Р. Грумадайте-Пабариниене, Е. Г. Кропинова,  А. В. Белова,  Н. Шаль, К. А. Кропинова, И. В. Полёткина).
- BAR S1356 2005: The Amber Lands in the Time of the Roman Empire by Vladimir I. Kulakov. — ISBN 1841718017. Ј29.00. 168 pages; 92 figures, maps, plans, drawings, tables. 3 Appendices of sites and finds.
- Dollkeim-Kovrovo, Kaliningrad Region, Russia. Research on the cemetery conducted in 1879 and 1992-2002, BAR International Series 1950, Archaeopress Publishers of British Archaeological Reports, Oxford, 2009, p. 1-333.
- Hünenberg — «Гора Великанов». Могильник III-IV вв. на севере Самбии // Światowit Supplement Series B: Barbaricum, tom 10, Warszawa, 2014: Drukarnia Janusz Bieszczad. — c. 199-363.
- Kulakov V. I., Chop A. V., Gulyuk R. V. Report on Excavations conducted by the Researches from the Immanuel Kant Baltic Federal University in 2013 on the Site of the Mound Burial Ground Mokhovoe in the Eastern Part on the Forest Area Kl. Kaup, the Town of Zelenogradsk, Kaliningrad oblast, Kaliningrad, 2014.
- Užmirštieji prūsai. Archeologija, istorija, padavimai ir turistiniai maršrutai. Vilnius, 1999, 13,5 aut.l (в соавторстве с В. Шименас).